# (20566) Laurielee
(20566) Laurielee (1999 RV125) – planetoida z pasa głównego asteroid okrążająca Słońce w ciągu 3,7 lat w średniej odległości 2,39 j.a. Odkryta 9 września 1999 roku.